# 中老僧
中老僧（ちゅうろうそう）は、日蓮宗に於いて六老僧に準ずる日蓮の直弟子のこと。人数は資料により異なる。

## 一覧
- 日門（生没年未詳）一乗阿闍梨。1295年に仙台の大仙寺（現在の孝勝寺）を創建した。
- 日弁（1239年－1311年）越後房。越後阿闍梨。法華宗本門流の長国山鷲山寺を創建した。
- 日忍（生没年未詳）下野公、下野阿闍梨。守塔六月。
- 日法（1258年－1341年）和泉房・和泉阿闍梨。俗名は徳永光長、幼名を熊王丸。守塔八月。片瀬龍口寺、岡宮光長寺、勝沼の休息山立正寺二世。彫刻の名手で池上本門寺、鎌倉妙本寺などに残る日蓮の肖像を残した。
- 天目（1256年－1337年）浄法房、美濃阿闍梨。のちに上法房日盛と改名。俗姓は畠山氏で鎌倉の本興寺、品川の天妙国寺、下野佐野妙顕寺、小勝本門寺などを創建した。
- 日源（生年不詳－1315年）智海、元は天台宗の僧で実相寺の学頭を務めた。岩本実相寺を改宗。碑文谷法華寺、感応寺、法明寺を創建した。厚木妙傳寺二世。
- 日傳（生没年未詳）肥前房、小室山妙法寺の開基。元は真言僧の善智。
- 日位（生没年未詳）治部公少輔阿闍梨　俗姓を南部氏、祖母は妙位日禅尼。守塔八月　駿河池田本覚寺、村松海上寺（のち海長寺）を創建した。
- 日賢（1243年－1338年）淡路公、駿河国の安東村出身。守塔三月。法兄の日源を開基として法明寺を創建した。
- 日秀（生没年未詳）下野公。俗姓は高橋氏。守塔十二月、上総国妙福寺住持。
- 日家（1258年－1315年）寂日房。俗姓は佐久間氏。守塔十二月　安房小湊誕生寺を創建した。興津妙覚寺三世。
- 日保（生没年未詳）卿公。俗姓は佐久間氏。守塔十月、興津妙覚寺二世、誕生寺三世
- 日合（生没年未詳）筑前公、俗姓は工藤氏。守塔七月　野呂妙興寺住持。
- 日實（生没年未詳）但馬公。守塔十月。沼津妙海寺を創建した。
- 日得（1189年－1279年）阿仏房。俗名は遠藤為盛、妻は千日尼。佐渡妙宣寺を創建した。
- 日高（1257年－1314年）帥公。父は大田乗明。中山法華経寺二世。
- 日満（1272年－1360年）佐渡阿闍梨、如寂房、彦日満。阿仏房の曾孫で佐渡妙宣寺を創建した。佐渡妙満寺住持。
- 日進（1271年－1334年）三位公、大進阿闍梨、日心、日真。日善、日上は兄弟に当たる。身延山久遠寺三世。

## 参考資料
- 『日蓮宗小事典』法蔵館